# Joanna Kulig
Joanna Kulig (Krynica-Zdrój, 24 giugno 1982) è un'attrice polacca.

## Biografia
Dopo aver studiato recitazione presso la Ludwik Solski State Drama School di Cracovia, dal 2006 ha iniziato a lavorare in produzioni cinematografiche e televisive in Polonia. Nel 2013 ha vinto l'aquila dei Polskie Nagrody Filmowe come miglior attrice non protagonista in Elles. Nel 2018 si è aggiudicata un European Film Awards come miglior attrice per la sua interpretazione in Cold War.

## Filmografia parziale

### Cinema
- Elles, regia di Małgorzata Szumowska (2011)
- La Femme du Vème, regia di Paweł Pawlikowski (2011)
- Hansel & Gretel - Cacciatori di streghe (Hansel and Gretel: Witch Hunters), regia di Tommy Wirkola (2013)
- Ida, regia di Paweł Pawlikowski (2013)
- Agnus Dei (Les Innocentes), regia di Anne Fontaine (2016)
- Cold War (Zimna wojna), regia di Paweł Pawlikowski (2018)
- Clergy (Kler), regia di Wojciech Smarzowski (2018)
- E all'improvviso arriva l'amore (She Came to Me), regia di Rebecca Miller (2023)
- Questa sono io (Kobieta z...), regia di Małgorzata Szumowska e Michał Englert (2023)
- La memoria dell'assassino (Knox Goes Away), regia di Michael Keaton (2023)

### Televisione
- Hanna, 4 episodi (2019)
- The Eddy - miniserie Tv, 8 episodi (2020)
- Masters of the Air - miniserie TV, 9 episodi (2024)